# Pap László (református lelkész, 1908–1983)
Pap László (Szentes, 1908. február 28. – Budapest, 1983. november 16.) Magyarországon korának egyik legjelentősebb egyházi embere volt. A református teológia professzora, a Budapesti Református Theológiai Akadémiának szinte teljes függetlenséget biztosító dékánja, a második világháború utolsó évében a Nemzetközi Vöröskereszt embermentő munkatársa, a háború után az egyházi újjáépítés vezetője, a Ráday Gyűjtemény főigazgatója, nemzetközi egyházi szervezetek vezetőségének tagja, rövid ideig magas egyházi tisztségek viselője.
Néhány évi dunántúli szórványban végzett segédlelkészi szolgálat után végleg kirekesztik az egyház életéből. Magatartását mindig az egyházhoz való hűség - és nem a pártállamtól való félelem - határozta meg, ezért az 1956 után újra megerősödött hatalommal sem hajlandó még a legcsekélyebb kompromisszumra sem. Az államhatalom és az azt kiszolgáló egyházvezetőség ezt sohasem bocsátja meg: még a restauráció befejezése után sem kap új feladatot, sőt munkát sem. Hazájában és egyházában belső emigrációban tartják haláláig.
Ordass Lajos és Ravasz László mellett a magyar protestantizmus utolsó negyven esztendejének harmadik nagy példaadó egyénisége.

## Családja
Felesége Antalffy Klára. Öt gyermeke született: Pap László református lelkész, Pap Gábor művészettörténész, Pap Klára üzemmérnök, Pap Katalin üzemmérnök és Pap Éva műfordító, könyvkiadó, finnugrista, a finn kultúra magyarországi, a magyar kultúra finnországi terjesztője. Pap Éva a Finn Oroszlán Lovagrend 1. osztályú érdemrendjét 2013-ban kapta a finn nyelv, irodalom és kultúra magyarországi előmozdítása érdekében végzett kitartó és eredményes munkásságáért.

## Élete
Az ószövetségi tudományok nemzetközileg is ismert és elismert művelője, már harmincéves korában a Budapesti Református Theológiai Akadémián tanított. A legnehezebb időkben, 1957. január 31-én bekövetkezett kényszerű lemondásáig, mint dékán úgy vezette az Akadémiát, hogy ott a teológiai tudományok művelése és a lelkészképzés szinte teljesen zavartalanul folyhatott, a Rákosi-rendszer nyomása alig volt érezhető és a kommunista ideológia befolyását is sikerült a minimumra korlátoznia. Tanítványai ezt sosem feledték el.
Teológiát Debrecenben, Zürichben és Utrechtben tanult, ahol 1933-ban doktorátust szerzett. 1935-től segédlelkész Hajdúhadházon, majd hitoktató Budapesten. 1938-tól helyettes, 1939-től rendes tanára az ószövetségi tudományoknak a Budapesti Református Theológiai Akadémián, amelynek 1948-tól 1957-ig igazgatója is volt. 1955-től a Duna melléki egyházkerület újonnan szervezett tudományos intézményének, a Ráday Gyűjteménynek első főigazgatója. Ebben a tisztségében felbecsülhetetlen érdemeket szerzett a könyvtár és a levéltár kiépítésében és felvirágoztatásában. Vezetése alatt a „Ráday” a főváros kulturális életének ismert és megbecsült intézményévé vált. A második világháború utolsó éveiben a Nemzetközi Vöröskereszt budapesti delegációjának munkatársaként részt vett az embermentés szolgálatában.
1945-ben Ravasz László megbízásából, ő indította meg és vezette az egyházi újjáépítést, puritán önzetlenségével és kérlelhetetlen igazságosságával elnyerve a külföldi segélyszervezetek teljes bizalmát és elismerését. 1946-ban egyházkerületi jegyző, 1955-ben főjegyző-püspökhelyettes, 1948-tól zsinati tag volt. 1945-1948 között az egyházi újjáépítési segélyosztó bizottság vezetője. Tisztséget viselt a Református Világszövetségben és az Egyházak Világtanácsa Központi Bizottságában. Részt vett a Biblia új fordításának munkálataiban.
A fordulat éve után Pap Lászlót is teljesen háttérbe szorították. 1949-től külföldi egyházi gyűléseken és üléseken sem vehetett részt. De 1953 után, a Nagy Imre hozta enyhülés idején lassan megint előtérbe került. Az állam, külpolitikai okokból, olyan egyházi személyiségeket keresett, akik sem erkölcsi tekintetben, sem ideológiai színezetű teológiájuk miatt nem vesztették még el a külföld előtt hitelüket. Pap Lászlót egyre inkább bevonták a fontos döntésekbe, 1954-ben megválasztották egyházkerületi főjegyzőnek.

### 1956-os forradalomban betöltött szerepe
1956 őszén vezetés nélkül maradt református egyház bizalma őfelé fordul, Ravasz Lászlóval és Kardos Jánossal együtt őt emeli a megújulási Mozgalom élére. A Forradalmat követő restauráció alatt elveszíti minden addigi funkcióját. Az államhatalom megkísérelte Pap Lászlót felhasználni a kommunista párt érdekében, de ő következetesen ellenállt minden csábításnak és fenyegetésnek. A börtön kivételével - tudták, hogy ezzel nála semmit sem érnének el és a magyar egyházvezetés külföldön még maradék tekintélyét is elveszítené - mindvégig állhatatos maradt és a legkisebb megalkuvásra sem volt hajlandó. Ebben, egyháza ismert személyiségei között, egyedülállóan példamutató és máig is mértékadó ember.
1957-ben be nem bizonyított és nem konkretizált politikai vádak alapján eltávolították állásából, tisztségei alól felmentették, s amikor az utrechti egyetem 1957-ben tanárnak hívta meg – amit ő 1958-ban el is fogadott – nem kapott kiutazási engedélyt.
1958. július 1-jétől előbb rövid ideig Budapesten, majd Murgán segédlelkész 1963. január 15-ig, amikor rendelkezési állományba, július 1-ével nyugállományba helyezték.

## Munkássága
- Das israelitische Neujahrsfest. Kampfen, 1933 (Az izraelita újévünnep, Pápa, 1939)
- Das evangelisch-theologische Schrifttum in Ungarn. Halle/Saale, 1940
- Szentírásismeret. I. Ószövetség. Budapest, 1941
- Az egyház a világban. A magyarországi ökumenikus egyházak bizonyságtétele az Amszterdami Világzsinat alkalmából. Budapest, 1948 (nem jelenhetett meg a neve alatt, mivel ezt nem engedélyezte a cenzúra)[4]
- A Budapesti Református Theológiai Akadémia története 1853-1955. Budapest, 1955 (szerk.)
- Ráday Gyűjtemény 1955-ös Évkönyve Budapest, 1955
- önéletírása: Tíz év és ami utána következett 1945-1963. Adalékok a Magyarországi Református Egyház XX. századi történetéhez. Európai Protestáns Magyar Szabadegyetem, Bern, 1992